# ديثيلثانولامين
ديثيلثانولامين أو ثنائي إيثيل إيثانول أمين (DEAE) هو مركب كيميائي صيغتة الجزيئية هي C6H15NO، ويستخدم كمركب طليعي في إنتاج مجموعة متنوعة من المستحضرات الكيميائية مثل مخدر البروكايين الموضعي، أو راتنج ديثيلثانولامين السليلوز الذي يشيع استخدامه في استشراب التبادل الأيوني.
يمكن أن يتفاعل مركّب الديثيلثانولامين مع حمض 4-أمينوبنزويك لصنع البروكايين، ويمكن الحصول على ه بسهولة من مصادر متجددة.

## الخواصّ الكيميائيّة والفيزيائيّة
يتميّز مركّب الديثيلثانولامين بأنّه مركّب مستقر كيميائيًا، وقادر على امتصاص ثاني أكسيد الكربون (CO2) من محيطه، ويمكن لمحلوله أن يقلل من التوتر السطحي للماء عند زيادة درجة الحرارة.

## التطبيقات
يستخدم مركّب ثنائي إيثيل إيثانولامين كمثبط للتآكل في خطوط البخار والمكثفات من خلال تحييد حمض الكربونيك وكسح الأكسجين.

## التحضير
يُحضّر مركّب ثنائي إيثيل إيثانولامين صناعيًا من خلال تفاعل مركّب ثنائي إيثيل أمين مع مركّب أكسيد الإيثيلين، ومن الممكن أيضًا تحضيره عن طريق تفاعل مركّب ثنائي إيثيل أمين مع مركب الإيثيلين كلوروهيدرين.

## الأمان
يُعتبر مركّب ثنائي إيثيل إيثانولامين مادة مهيجة للعينين والجلد والجهاز التنفسي. حددت إدارة السلامة والصحة المهنية، والمعهد الوطني للسلامة والصحة المهنية حدود التعرّض المهنيّ المسموح به للعاملين الذين يتعاملون مع مادّة الديثيلثانولامين الكيميائية عند 10 أجزاء في المليون (50 ملليغرام/متر مكعّب) على مدى ثماني ساعات في يوم العمل الواحد.